# Wackes

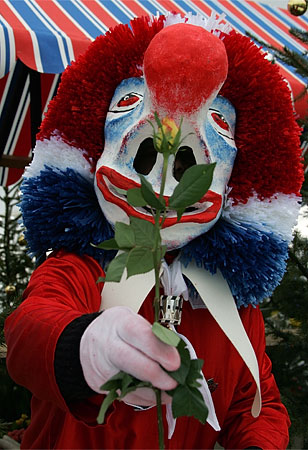

Wackes, auch Wagges oder Waggis, ist eine in der Nordwestschweiz, in Baden und in der Pfalz früher geläufigere und meist abwertend verwendete umgangssprachliche Bezeichnung für den Bewohner des Elsass. Im Saarland ist der Ausdruck für den Deutschlothringer gebräuchlich. Der Nordwestschweizer Waggis ist heute in erster Linie als liebenswerte Basler Fasnachtsfigur bekannt.

## Bedeutung
Im ober- und mitteldeutschen Sprachraum verbreitete Bedeutungen sind „liederlicher Mensch, Grobian, Rüppel, Nichtsnutz, Taugenichts, Herumtreiber, Lümmel, Strolch“, regional auch „kleines oder dickes Kind, (untersetzter) kräftiger Kerl, plumper Mann, Bahnarbeiter, Saarschiffer“. Der Historiker Erwin Schenk nannte 1927 „Strolch“, „Bummler“ oder „Taugenichts“ als Grundbedeutung. Als spezifische Bezugnahme auf „Elsässer“ beziehungsweise „Lothringer“ hat die Bezeichnung damit deutlich pejorativen Charakter.
Schriftsprachliche Belege setzen im Jahr 1870 mit den Kriegsberichten zum Deutsch-Französischen Krieg ein. In einem Beleg aus dem Jahr 1870 wird „die Wackes“ mit dem Straßburger Pöbel gleichgesetzt. Das Wort scheint durch die Soldatensprache weiter verbreitet worden zu sein.
Ende 1913 kam es im Zusammenhang mit der abwertenden Verwendung des Wortes durch einen im Elsass stationierten preußischen Offizier zur Zabern-Affäre. Der Staatsrechtler und Publizist Gerhard Anschütz, der die Zaberner Vorgänge als Zeitgenosse kritisch kommentierte, erklärte seinen Lesern, „Wackes“ sei, „vom Altdeutschen zum Elsässer gesagt, etwa so viel wie der ‚Saupreuß‘ im Munde des Süddeutschen“.
Heutzutage wird die Bezeichnung Wackes in der Regel kaum noch als schwere Beleidigung der Elsässer und Lothringer aufgefasst, sondern je nach Situation „neckend bis abschätzig“ gebraucht.

## Wortherkunft
Zur Herkunft des Ausdruckes gibt es unterschiedliche Angaben. Im Pfälzischen, Lothringischen und Elsässischen Wörterbuch wird das Wort zu lateinisch vagus (Landfahrer) gestellt. Der Lothringer Nicolas Freistroffer berichtet 1933, dass man in seiner Heimat das deutsche ‚Sauwackes‘ mit französisch sauvages „Wilde“ zu erklären suchte. Die wohl wahrscheinlichste Erklärung hat erstmals 1902 der baselstädtische Volkskundler Eduard Hoffmann-Krayer postuliert, und weiter ausgeführt wurde sie 1963/4 vom Freiburger Germanisten Otmar Werner. Hiernach liegt Wackes, Waggis das schriftdeutsch ausgestorbene, dialektal aber da und dort noch lebendige wagge(n), wacke(n) „sich hin und her bewegen, wackeln, schwanken“ zugrunde. Ein Waggis, Wackes ist demzufolge ursprünglich jemand, der „umherwackt“, also umherzieht, herumlungert oder herumwackelt.